# Parafia Bożego Ciała i św. Norberta w Opolu-Czarnowąsach
Parafia Bożego Ciała i św. Norberta – rzymskokatolicka parafia położona przy placu Klasztornym 3 w Czarnowąsach. Należy do dekanatu Siołkowice w diecezji opolskiej.

## Historia parafii
Pierwsze informacje o parafii pochodzą z 1228 roku, kiedy to książę opolsko-raciborski Kazimierz I przeniósł do Czarnowąs klasztor Zgromadzenia Sióstr Kanoniczek Regularnych Zakonu Premonstratensów (OPraem)) z Rybnika. Klasztor spełniał wówczas także funkcje duszpasterskie.  Po sekularyzacji, w 1810 roku duszpasterstwo w parafii przejęli księża diecezjalni.
Proboszczem parafii jest ksiądz Piotr Pierończyk.

## Zasięg parafii
Do parafii należy 4500 wiernych z miejscowości: Czarnowąsy, Biadacz, Borki, Krzanowice, Świerkle i Wróblin.

### Inne kościoły, domy zakonne i kaplice
- Kościół św. Anny w Czarnowąsach – kościół filialny,
- Kościół Niepokalanego Serca NMP w Świerklach – kościół filialny,
- Klasztor Zgromadzenia Sióstr św. Jadwigi (CSSH) w Czarnowąsach,
- Kaplica w klasztorze Sióstr św. Jadwigi w Czarnowąsach.

### Szkoły i przedszkola
- Publiczne Gimnazjum w Czarnowąsach,
- Publiczna Szkoła Podstawowa w Czarnowąsach,
- Publiczna Szkoła Podstawowa w Świerklach,
- Publiczna Szkoła Podstawowa we Wróblinie,
- Publiczne Przedszkole w Czarnowąsach,
- Publiczne Przedszkole w Świerklach,
- Publiczne Przedszkole we Wróblinie.[3]

## Duszpasterze

### Proboszczowie po 1945 roku
- ks. Henryk Mainka,
- ks. Czesław Kwiatkowski,
- ks. Jan Kołodenny,
- ks. Marek Wieczorek,
- ks. Piotr Pierończyk.

### Wikariusze po 1945 roku
- ks. Jan Rygol,
- ks. Stanisław Prochacki,
- ks. Czesław Kwiatkowski,
- ks. Jan Syty,
- ks. Ewald Cwienk,
- ks. Henryk Majcher,
- ks. Edward Figel,
- ks. Andrzej Potyra,
- ks. Krystian Szeliga,
- ks. Piotr Tkocz,
- ks. Joachim Augustyniok,
- ks. Marek Wcisło,
- ks. Mariusz Stafa,
- ks. Franciszek Lehnert[2]